# Laophonte cornuta
Laophonte cornuta är en kräftdjursart som beskrevs av Philippi 1840. Laophonte cornuta ingår i släktet Laophonte och familjen Laophontidae. Arten är reproducerande i Sverige. Inga underarter finns listade i Catalogue of Life.